# Australien i olympiska sommarspelen 1984
Australien deltog i de olympiska sommarspelen 1984 med en trupp bestående av 242 deltagare, och totalt tog landet 24 medaljer.

## Basket
Herrar
Gruppspel
| Nr | Lag          | S | V | O | F | GM  | IM  | MS   | P  |
| -- | ------------ | - | - | - | - | --- | --- | ---- | -- |
| 1  | Jugoslavien  | 5 | 5 | 0 | 0 | 457 | 366 | +91  | 10 |
| 2  | Italien      | 5 | 4 | 0 | 1 | 437 | 363 | +74  | 9  |
| 3  | Australien   | 5 | 3 | 0 | 2 | 383 | 403 | −20  | 8  |
| 4  | Västtyskland | 5 | 2 | 0 | 3 | 384 | 376 | +8   | 7  |
| 5  | Brasilien    | 5 | 1 | 0 | 4 | 401 | 423 | −22  | 6  |
| 6  | Egypten      | 5 | 0 | 0 | 5 | 349 | 480 | −131 | 5  |

Slutspel
|  | Kvartsfinaler (6 augusti) | Kvartsfinaler (6 augusti) | Kvartsfinaler (6 augusti) |     |         | Semifinaler (8 augusti) | Semifinaler (8 augusti) | Semifinaler (8 augusti) |                        |                        | Final (10 augusti)     | Final (10 augusti)     | Final (10 augusti) |
|  |                           |                           |                           |     |         |                         |                         |                         |                        |                        |                        |                        |                    |
|  | A1                        | Jugoslavien               | 110                       |     |         |                         |                         |                         |                        |                        |                        |                        |                    |
|  | B4                        | Uruguay                   | 82                        |     |         |                         |                         |                         |                        |                        |                        |                        |                    |
|  | B4                        | Uruguay                   | 82                        |     | A1      | Jugoslavien             | 61                      |                         |                        |                        |                        |                        |                    |
|  |                           |                           |                           |     | A1      | Jugoslavien             | 61                      |                         |                        |                        |                        |                        |                    |
|  |                           | B2                        | Spanien                   | 74  |         |                         |                         |                         |                        |                        |                        |                        |                    |
|  | B2                        | B2                        | Spanien                   | 74  | Spanien | 101                     |                         |                         |                        |                        |                        |                        |                    |
|  | B2                        |                           |                           |     | Spanien | 101                     |                         |                         |                        |                        |                        |                        |                    |
|  | A3                        | Australien                | 93                        |     |         |                         |                         |                         |                        |                        |                        |                        |                    |
|  |                           |                           |                           |     |         |                         |                         |                         |                        |                        | B2                     | Spanien                | 65                 |
|  |                           |                           | B1                        | USA | 96      |                         |                         |                         |                        |                        |                        |                        |                    |
|  | B1                        | USA                       | 78                        |     |         |                         |                         |                         |                        |                        |                        |                        |                    |
|  | A4                        | Västtyskland              | 67                        |     |         |                         |                         |                         |                        |                        |                        |                        |                    |
|  | A4                        | Västtyskland              | 67                        |     | B1      | USA                     | 78                      |                         | Bronsmatch (9 augusti) | Bronsmatch (9 augusti) | Bronsmatch (9 augusti) | Bronsmatch (9 augusti) |                    |
|  |                           |                           |                           |     | B1      | USA                     | 78                      |                         | Bronsmatch (9 augusti) | Bronsmatch (9 augusti) | Bronsmatch (9 augusti) | Bronsmatch (9 augusti) |                    |
|  |                           | B3                        | Kanada                    | 59  |         |                         |                         |                         |                        |                        |                        |                        |                    |
|  | A2                        | B3                        | Kanada                    | 59  | Italien | 72                      |                         | A1                      | Jugoslavien            | 88                     |                        |                        |                    |
|  | A2                        |                           |                           |     | Italien | 72                      |                         | A1                      | Jugoslavien            | 88                     |                        |                        |                    |
|  | B3                        | Kanada                    | 78                        |     |         |                         |                         |                         |                        |                        | B3                     | Kanada                 | 82                 |

Damer
| Lag         | V | F | PF  | PA  | PD   | Poäng | Tie   |
| ----------- | - | - | --- | --- | ---- | ----- | ----- |
| USA         | 5 | 0 | 431 | 265 | +166 | 10    |       |
| Sydkorea    | 4 | 1 | 292 | 302 | −10  | 9     |       |
| Kanada      | 2 | 3 | 313 | 335 | −22  | 7     | 1W–0L |
| Kina        | 2 | 3 | 318 | 348 | −30  | 7     | 0W–1L |
| Australien  | 1 | 4 | 267 | 317 | −50  | 6     | 1W–0L |
| Jugoslavien | 1 | 4 | 293 | 347 | −54  | 6     | 0W–1L |

## Boxning
Flugvikt
- Jeff Fenech
  1. Första omgången — Besegrade René Centellas (BOL), RSC-3
  2. Andra omgången — Besegrade David Mwaba (TNZ), 5:0
  3. Kvartsfinal — Förlorade mot Redzep Redzepovski (YUG), 1:4

## Bågskytte
Damernas individuella
- Terene Donovan — 2442 poäng (→ 19:e plats)

Herrarnas individuella
- Christopher Blake — 2434 poäng (→ 31:a plats)

## Cykling
Herrarnas linjelopp
- Jeff Leslie – +22:20 (→ 50:e plate)
- Michael Lynch – +27:05 (→ 55:e plats)
- Gary Trowell – fullföljde inte (→ ingen placering)
- Elliot Watters – fullföljde inte (→ ingen placering)

## Friidrott
Herrarnas 100 meter
- Peter Van Miltenburg
  - Kval — 10,55
  - Kvartsfinal — 10,52 (→ gick inte vidare)

Herrarnas 200 meter
- Peter Van Miltenburg
  - Kval — 21,06
  - Kvartsfinal — 21,09 (→ gick inte vidare)

Herrarnas 400 meter
- Darren Clark
  - Heat — 45,68
  - Kvartsfinal — 44,77
  - Semifinal — 45,26
  - Final — 44,75 (→ 4:e plats)

- Bruce Frayne
  - Heat — 46,08
  - Kvartsfinal — 45,35
  - Semifinal — 45,21 (→ gick inte vidare)

- Gary Minihan
  - Heat — 46,93 (→ gick inte vidare)

Herrarnas maraton
- Robert de Castella — 2:11:09 (→ 5:e plats)

Herrarnas längdhopp
- Gary Honey
  - Kval — 7,93m
  - Final — 8,24m (→  Silver)

Herrarnas höjdhopp
- John Atkinson
  - Kval — 2,21m (→ gick inte vidare)

Herrarnas tiokamp
- Peter Hadfield
  - Final Result — 7683 points (→ 14:e plats)

Herrarnas 20 kilometer gång
- David Smith
  - Final — 1:26:48 (→ 10:e plats)

- Simon Baker
  - Final — 1:27:43 (→ 14:e plats)

- Willi Sawall
  - Final — 1:28:24 (→ 16:e plats)

Herrarnas 50 kilometer gång
- Michael Harvey
  - Final — 4:09:18 (→ 11:e plats)

- Andrew Jachno
  - Final — DNF (→ ingen placering)

- Willi Sawall
  - Final — DNF (→ ingen placering)

Damernas 3 000 meter
- Donna Gould
  - Heat — 9,05,56 (→ gick inte vidare)

Damernas maraton
- Lisa Martin
  - Final — 2:29,03 (→ 7:e plats)

Damernas 400 meter häck
- Debbie Flintoff-King
  - Heat — 57,20
  - Semifinal — 56,24
  - Final — 56,21 (→ 6:e plats)

Damernas längdhopp
- Robyn Lorraway
  - Kval — 6,61 m
  - Final — 6,67 m (→ 6:e plats)

- Glynis Nunn
  - Kval — 6,41 m
  - Final — 6,53 m (→ 7:e plats)

- Linda Garden
  - Kval — 6,49 m
  - Final — 6,30 m (→ 11:e plats)

Damernas höjdhopp
- Vanessa Browne
  - Kval — 1,90m
  - Final — 1,94m (→ 6:e plats)

- Christine Stanton
  - Kval — 1,90m
  - Final — 1,85m (→ 11:e plats)

Damernas diskuskastning
- Gael Martin
  - Kval — 55,38m
  - Final — 55,88m (→ 8:e plats)

Damernas spjutkastning
- Petra Rivers
  - Kval — 59,12m
  - Final — 56,20m (→ 12:e plats)

Damernas kulstötning
- Gael Martin
  - Final — 19,19 m (→  Brons)

Damernas sjukamp
- Glynis Nunn
  - Final Result — 6390 poäng (→  Guld)

## Fäktning
Herrarnas florett
- Greg Benko

Damernas florett
- Helen Smith
- Andrea Chaplin

## Landhockey
Herrar
Gruppspel
| Lag          | Poäng | Spelade | W | D | L | GF | GA | GD  |
| ------------ | ----- | ------- | - | - | - | -- | -- | --- |
| Australien   | 10    | 5       | 5 | 0 | 0 | 17 | 4  | +13 |
| Västtyskland | 7     | 5       | 3 | 1 | 1 | 12 | 4  | +8  |
| Indien       | 7     | 5       | 3 | 1 | 1 | 14 | 9  | +5  |
| Spanien      | 4     | 5       | 2 | 3 | 0 | 11 | 12 | −1  |
| Malaysia     | 2     | 5       | 1 | 4 | 0 | 6  | 17 | −11 |
| USA          | 0     | 5       | 0 | 5 | 0 | 4  | 18 | −14 |

     Kvalificerade till semifinal
Slutspel
|  | Semifinal      | Semifinal      |   |                 | Final           | Final |  |
|  |                |                |   |                 |                 |       |  |
|  | 9 augusti 1984 |                |   |                 |                 |       |  |
|  | Pakistan       | 3              |   |                 |                 |       |  |
|  | Australien     | 0              |   |                 |                 |       |  |
|  |                |                |   |                 |                 |       |  |
|  |                |                |   |                 | 11 augusti 1984 |       |  |
|  |                |                |   |                 | Pakistan        | 3     |  |
|  |                | Västtyskland   | 1 |                 |                 |       |  |
|  |                |                |   |                 |                 |       |  |
|  |                |                |   |                 |                 |       |  |
|  |                |                |   |                 | Bronsmatch      |       |  |
|  | 9 augusti 1984 | 9 augusti 1984 |   | 11 augusti 1984 | 11 augusti 1984 |       |  |
|  | Västtyskland   | 1              |   | Storbritannien  | 3               |       |  |
|  | Storbritannien | 0              |   |                 | Australien      | 2     |  |

Damer
| Placering | Land          | Spelade | V | O | F |    |    |     | Poäng |
| --------- | ------------- | ------- | - | - | - | -- | -- | --- | ----- |
| 1         | Nederländerna | 5       | 4 | 1 | 0 | 14 | 6  | 8   | 9     |
| 2         | Västtyskland  | 5       | 2 | 2 | 1 | 9  | 9  | 0   | 6     |
| 3         | USA           | 5       | 2 | 1 | 2 | 9  | 7  | 2   | 5     |
| 4         | Australien    | 5       | 2 | 1 | 2 | 9  | 7  | 2   | 5     |
| 5         | Kanada        | 5       | 2 | 1 | 2 | 9  | 11 | -2  | 5     |
| 6         | Nya Zeeland   | 5       | 0 | 0 | 5 | 2  | 12 | -10 | 0     |

## Modern femkamp
Herrarnas individuella tävling
- Alex Watson
- Matthew Spies
- Daniel Esposito

Herrarnas lagtävling
- Alex Watson
- Matthew Spies
- Daniel Esposito

## Simhopp
Herrarnas 3 m
- Steve Foley
  - Kval — 543,87
  - Final — 561,93 (→ 8:e plats)